# Шюц, Арнольд
Арно́льд Шюц (нем. Arnold Schütz; 19 января 1935, Бремен — 14 апреля 2015, Бремен) — западногерманский футболист, всю футбольную карьеру, игравший за бременский «Вердер».

## Биография

### Карьера игрока
Шюц всю игровую карьеру играл за бременский «Вердер», в котором начал карьеру в 1955 году. В то время клуб выступал в Оберлиге, в которой Шюц играл восемь сезонов, а также выиграл Кубок Германии 1961 года.
В 1963 году с появлением Бундеслиги, в которую «Вердер» также был включён, Шюц продолжил карьеру в этой команде. В составе «бременцев» Шюц выиграл чемпионат Германии в 1965 году, а в 1968 году стал серебряным призёром.
Шюц завершил карьеру игрока в 1972 году в возрасте 37 лет, сыграв за «Вердер» 253 матча в Бундеслиге, в которых забил 69 голов.

### Смерть
Скончался 14 апреля 2015 года в Бремене в возрасте 80 лет.

## Достижения
«Вердер»
- Чемпион Германии (1): 1964/1965
- Обладатель Кубка Германии (1): 1960/1961